# Pranzo di ferragosto
Pranzo di ferragosto is een Italiaanse speelfilm uit 2008.

## Verhaal
Gianni is vijftig en de enige zoon van zijn moeder, een weduwe van adellijke afkomst met wie hij samenwoont in een appartement in Rome. Zijn moeder is nogal veeleisend van aard en Gianni brengt dan veel tijd door in de plaatselijke bar. In zijn appartement, moet Gianni van zijn moeder flink wat huishoudelijk werk verrichten. Ferragosto, het traditionele vrije weekend van Italië (Maria Hemelvaart), staat voor de deur en Gianni krijgt een bezoekje van zijn huisbaas: kan Gianni misschien twee dagen voor diens moeder zorgen? Gezien Gianni's huurschuld is het een verzoek dat hij niet kan weigeren. Niet lang daarna krijgt hij bezoek van zijn huisarts, die vrijwel dezelfde vraag heeft. Vervolgens is het aan Gianni om op een snikhete vakantiedag een goed verzorgde lunch te organiseren voor een groepje oude dames met een geheel eigen willetje.

## Rolverdeling
- Gianni Di Gregorio - Giovanni
- Valeria De Franciscis - Giovanni's moeder
- Marina Cacciotti - Luigi's moeder
- Maria Calì - tante Maria
- Grazia Cesarini Sforza - Grazia
- Alfonso Santagata - Luigi
- Luigi Marchetti - Viking
- Marcello Ottolenghi
- Petre Rosu - dakloze